# 1526년

## 연호
- 명(明) 가정(嘉靖) 5년
- 일본(日本) 다이에이(大永) 6년
- 후 레 왕조(後黎朝) 통응우옌(統元) 5년

## 기년
- 류큐(琉球) 쇼신왕(尚真王) 50년
- 명(明) 세종 가정제(世宗 嘉靖帝) 5년
- 조선(朝鮮) 중종(中宗) 21년
- 후 레 왕조(後黎朝) 공황(恭皇) 5년

## 사건
- 8월 29일 - 모하치 전투에서 헝가리 왕국이 오스만 제국에게 대패하다.

## 탄생
- 음력 1월 22일 - 조선의 문익성(文益成)
- 음력 1월 26일 - 조선의 박광옥(朴光玉)
- 음력 3월 10일 - 조선의 조유성(趙惟誠)
- 음력 5월 5일 - 조선의 홍천민(洪天民)
- 음력 5월 8일 - 조선의 구봉령(具鳳齡)
- 음력 5월 13일 - 조선의 강극성(姜克誠)
- 음력 6월 11일 - 조선의 박응순(朴應順)
- 음력 10월 8일 - 조선의 정탁(鄭琢)

## 사망
- 8월 29일 - 보헤미아와 헝가리의 왕 로요슈 2세 (모하치 전투에서 전사)